# Helietta lottiae
Helietta lottiae là một loài thực vật có hoa trong họ Cửu lý hương. Loài này được F. Chiang mô tả khoa học đầu tiên năm 1984.